# Consistentie (bodemkunde)
Onder consistentie wordt in de bodemkunde verstaan de mate van samenhang tussen bodemdeeltjes. Consistentie kan men voelen met de vingers door een klomp bodemmateriaal fijn te drukken. De consistentie kan worden waargenomen in natte, vochtige en droge toestand. In de grondmechanica wordt consistentie uitgedrukt in de zogeheten Atterbergwaarden. De Atterbergwaarden (of consistentiewaarden) karakteriseren de plasticiteit van de grond, uitgedrukt in het watergetal (w).
Termen die gewoonlijk worden gebruikt voor consistentie in de (veld)bodemkunde zijn:
- Grond in natte toestand:
  - Plasticiteit (Plasticity): het kenmerk dat de grond in natte toestand gemakkelijk met enige druk kan worden vervormd, te testen door tussen de vingers een rolletje te draaien (4 klassen)
  - Kleverigheid (Stickiness): de eigenschap dat bodemmateriaal kleeft aan ander objecten (4 klassen)

- Grond in vochtige toestand:
  - Loose: onsamenhangend
  - Very friable: grond kan gemakkelijk tussen duim en wijsvinger worden samengedrukt
  - Friable: grond is gemakkelijk tussen duim en wijsvinger samen te drukken.
  - Firm: er is enige druk nodig om grond tussen duim en wijsvinger samen te drukken, weerstand is voelbaar
  - Very firm: grond kan nauwelijks tussen duim en wijsvinger worden samengedrukt
  - Extremely firm: grond kan niet tussen duim en wijsvinger worden samengedrukt, maar alleen in stukken worden gebroken

- Grond in droge toestand:
  - Loose: onsamenhangend
  - Soft: grond vervalt gemakkelijk tot poeder of kleine korrels bij druk tussen duim en wijsvinger
  - Slightly hard: grond kan gemakkelijk tussen duim en wijsvinger worden gebroken
  - Hard: grond is vrij resistent tegen druk, kan met moeite tussen duim en wijsvinger worden gebroken
  - Very hard: materiaal dat niet tussen duim en wijsvinger, maar wel tussen de handen kan worden verkruimeld
  - Extremely hard: hard materiaal dat niet tussen de handen kan worden verkruimeld